# Dové Wome
Dové Wome (Fiokpo, Togo, 8 de junio de 1991) es un futbolista de Togo que juega en la posición de mediapunta y que actualmente milita en el ASKO Kara del Campeonato nacional de Togo.

## Carrera

### Club
| Periodo   | Club                             |
| --------- | -------------------------------- |
| 2008–2011 | Maranatha FC                     |
| 2009–2010 | → Liberty Professionals (cedido) |
| 2011–2013 | Free State Stars                 |
| 2013–2014 | Mamelodi Sundowns                |
| 2014–2017 | SuperSport United                |
| 2017      | → Orlando Pirates (cedido)       |
| 2018      | Gomido FC                        |
| 2018–2019 | FK Ventspils                     |
| 2019–2021 | Al-Yarmouk SC                    |
| 2021–2022 | Al-Diwaniya SC                   |
| 2022      | Gomido FC                        |
| 2023-     | ASKO Kara                        |

### Selección nacional
Debutó con Togo el 14 de octubre de 2009 en un partido amistoso ante Japón, su primer gol internacional lo anotó el 6 de noviembre de 2009 en la derrota por 1-5 ante Baréin en un partido amistoso en Riffa.
Jugó 39 partidos internacionales y anotó siete goles hasta su retiro internacional en 2021, y participó en la Copa Africana de Naciones 2013.

## Logros
- Premier Soccer League: 2013/14
- Campeonato nacional de Togo: 2009, 2023/24
- Nedbank Cup: 2016[1]